# Tipula (Lunatipula) iliensis
Tipula (Lunatipula) iliensis is een tweevleugelige uit de familie langpootmuggen (Tipulidae). De soort komt voor in het Palearctisch gebied.